# 鮮于世栄
鮮于 世栄（せんう せいえい、生年不詳 - 577年）は、中国の東魏・北斉の軍人。本貫は漁陽郡。

## 経歴
懐朔鎮将の鮮于宝業の子として生まれた。興和2年（540年）、高歓の下で副都督となった。平西将軍に転じ、石門県子の爵位を受けた。天保元年（550年）、北斉が建国されると、世栄は文宣帝の下で柔然や稽胡を討った。天保6年（555年）、高岳の下で郢州を平定し、持節・河州刺史に任じられ、朝歌県を食邑とした。まもなく丞相府諮議参軍となった。皇建年間、儀同三司・武衛将軍の位を受けた。天統2年（566年）、開府儀同三司の位を加えられ、鄭州刺史に転じた。武平4年（573年）、南兗州刺史として信州の乱を平定した。領軍将軍となり、食邑を上党郡に移された。武平5年（574年）、高思好の乱の平定に従い、義陽王に封じられた。
武平7年（576年）、後主が晋陽に幸すると、世栄は本官のまま尚書右僕射の事務を執り行い、北平王高貞を補佐して北宮留後をつとめた。後主が平陽を包囲すると、世栄は領軍将軍の号を受けた。承光元年（577年）、北周の軍が鄴に侵攻してくると、世栄は領軍大将軍・太子太傅に任じられて、城西で抗戦したが、敗れて捕らえられた。屈服しなかったため、北周の武帝により殺された。
子に鮮于子貞があり、武平末年に仮儀同三司となった。

## 伝記資料
- 『北斉書』巻41 列伝第33
- 『北史』巻53 列伝第41